# George Horvath
George Anthony Harry Horvath (* 14. März 1960 in Danderyd; † 3. Mai 2022 in Växjö) war ein schwedischer Moderner Fünfkämpfer.

## Karriere
Horvath, dessen Eltern aus Ungarn stammten, wurde in Danderyd geboren und gewann 1979 die schwedische Meisterschaft. Ein Jahr später nahm er  an den Olympischen Spielen in Moskau teil. Der damals 20-jährige Horvath belegte im Einzelwettkampf den neunten Platz und im Mannschaftswettkampf gewann er zusammen mit Lennart Pettersson und Svante Rasmuson hinter der Sowjetunion und Ungarn die Bronzemedaille gewann.
Er arbeitete zeitweise als Polizist in Stockholm. Sein Vater Antal Moldrich war ebenfalls Moderner Fünfkämpfer und nahm für Ungarn an den Olympischen Sommerspielen 1956 teil.